# Alfred Ittner
Jakob Alfred Ittner (ur. 13 stycznia 1907 w Kulmbach, zm. 3 listopada 1976 tamże) – niemiecki księgowy, nazista, SS-Oberscharführer, uczestnik akcji T4, kierownik administracyjny obozu zagłady w Sobiborze, skazany w procesie załogi Sobiboru na karę czterech lat więzienia.

## Życiorys
W młodości uczył się na sprzedawcę. W lutym 1927 roku wstąpił do NSDAP, otrzymując legitymację członkowską nr 30 805. W 1931 roku został członkiem SA. W latach 1934–1939 pracował w centrali berlińskiego okręgu NSDAP.
W listopadzie 1939 roku zgłosił się na ochotnika do udziału w akcji T4, czyli tajnym programie eksterminacji osób chorych psychicznie i niepełnosprawnych umysłowo. Pracował w centrali T4 w Berlinie jako księgowy, a według niektórych źródeł także jako kierowca. 
Podobnie jak wielu innych wykonawców akcji T4 został przeniesiony do okupowanej Polski, aby wziąć udział w eksterminacji Żydów. Przyznano mu również stopień SS-Oberscharführera. W kwietniu 1942 roku rozpoczął służbę w obozie zagłady w Sobiborze. Początkowo kierował obozową administracją, odpowiadając m.in. za księgowość. W czasie przyjmowania transportów urzędował w „kasie” na terenie ogrodzonego placu-rozbieralni. Odbierał tam od prowadzonych na śmierć Żydów pieniądze i kosztowności do rzekomego „depozytu”. Po pięciu tygodniach został przeniesiony do obozu III, czyli do strefy zagłady, w której obrębie znajdowały się komory gazowe. Sprawował tam nadzór nad więźniami, którzy wyrywali ofiarom złote zęby i przenosili zwłoki do masowych grobów. Miał także uczestniczyć w rozstrzeliwaniu Żydów, którzy nie byli w stanie dojść o własnych siłach do komór gazowych. Ittner był przekonany, że za jego przeniesieniem do obozu III stał komendant Franz Stangl, z którym utrzymywał złe stosunki. W rzeczywistości decyzję tę podjął inspektor obozów zagłady akcji „Reinhardt”, Christian Wirth.
Pod koniec czerwca 1942 roku, a według innych źródeł w 1944 roku, został ponownie przeniesiony do berlińskiej centrali T4. W 1944 roku powołano go w szeregi Wehrmachtu. Podczas walk na froncie wschodnim dostał się do sowieckiej niewoli, z której został zwolniony w 1948 roku. Powrócił do rodzimego Kulmbach, gdzie pracował jako robotnik niewykwalifikowany.
W marcu 1964 roku został aresztowany przez zachodnioniemiecką policję. Był jednym z dwunastu podsądnych w procesie załogi Sobiboru, który toczył się przed sądem krajowym w Hagen w latach 1965–1966. Akt oskarżenia przeciwko Ittnerowi i jedenastu innym esesmanom został wniesiony w czerwcu 1964 roku. Postawiono mu zarzut współudziału w masowym mordzie na 57 tys. osób. Niespełna pół roku później postępowanie prowadzone przeciwko niemu i sześciu innym osobom zostało jednak umorzone, gdyż sędziowie uznali, że zgromadzone dowody nie pozwalają podważyć argumentów oskarżonych, iż działali pod przymusem – nie mając możliwości niewykonania zbrodniczych rozkazów. Prokuratura skutecznie odwołała się od tego orzeczenia, na skutek czego postępowanie zostało wznowione. Ostatecznie wyrokiem z 20 grudnia 1966 roku Ittner został uznany winnym pomocnictwa w zbiorowym mordzie na 68 tys. osób i skazany na karę czterech lat pozbawienia wolności.
Zmarł w Kulmbach 3 listopada 1976 roku.